# Wereldkampioenschappen gravel 2022
De eerste editie van de wereldkampioenschappen gravel werd gehouden in het weekend van 8 en 9 oktober 2022 in de Italiaanse regio Veneto. Naast de mannen en vrouwen elite koersten er ook amateurs in verschillende leeftijdscategorieën.

## Uitslagen

### Mannen

#### Elite
| Plaats | Naam                 | Tijd     |
| ------ | -------------------- | -------- |
| Goud   | Gianni Vermeersch    | 5u10'40" |
| Zilver | Daniel Oss           | + 43"    |
| Brons  | Mathieu van der Poel | + 1'28"  |
| 4      | Greg Van Avermaet    | + 1'29"  |
| 5      | Jevgenıı Fedorov     | + 1'39"  |
| 6      | Magnus Cort          | z.t.     |
| 7      | Alessandro De Marchi | + 1'40"  |
| 8      | Zdeněk Štybar        | + 1'46"  |
| 9      | Davide Ballerini     | + 1'53"  |
| 10     | Andreas Stokbro      | + 2'43"  |

#### 19-34
| Plaats | Naam              | Tijd     |
| ------ | ----------------- | -------- |
| Goud   | Kevin Panhuyzen   | 4u40'13" |
| Zilver | Bas van der Kooij | + 4"     |
| Brons  | Kenneth Coomans   | + 8"     |

#### 35-39
| Plaats | Naam                 | Tijd     |
| ------ | -------------------- | -------- |
| Goud   | Henning Bommel       | 4u41'44" |
| Zilver | Eduardo Alonso       | + 6'43"  |
| Brons  | Davide Fumagalli     | + 6'50"  |
|        |                      |          |
| 7      | Stijn Van der Jeught | + 10'07" |
| 8      | Daan Switters        | + 10'08" |

#### 40-44
| Plaats | Naam               | Tijd     |
| ------ | ------------------ | -------- |
| Goud   | Igor Zanetti       | 4u55'19" |
| Zilver | Samuel Brännlund   | + 4'18"  |
| Brons  | Cédric Amand       | + 4'18"  |
|        |                    |          |
| 9      | Steven Janssens    | + 4'37"  |
| 19     | Peter Kraaijvanger | + 12'45" |

#### 45-49
| Plaats | Naam           | Tijd     |
| ------ | -------------- | -------- |
| Goud   | Joan Horrach   | 4u59'32" |
| Zilver | Fred Voldset   | + 3"     |
| Brons  | Cedrick Dubois | + 10"    |
|        |                |          |
| 5      | Lionel Syne    | + 22"    |

#### 50-54
| Plaats | Naam                | Tijd     |
| ------ | ------------------- | -------- |
| Goud   | Ibon Zugasti Arrese | 4u10'55" |
| Zilver | Jean-Stephan Mifsud | + 3"     |
| Brons  | Tino Haakman        | + 23"    |
|        |                     |          |
| 12     | Luc Baert           | + 5'39"  |

#### 55-59
| Plaats | Naam               | Tijd     |
| ------ | ------------------ | -------- |
| Goud   | Jan Olav Beitmyren | 4u15'46" |
| Zilver | Jan Weevers        | + 4"     |
| Brons  | Thomas Brixen      | + 8"     |
|        |                    |          |
| 4      | Georges Hauterat   | + 11"    |

#### 60-64
| Plaats | Naam        | Tijd     |
| ------ | ----------- | -------- |
| Goud   | Dirk Claes  | 4u19'35" |
| Zilver | Andrew Meo  | + 1'07"  |
| Brons  | René Vallée | + 8'31"  |

#### 65-69
| Plaats | Naam         | Tijd       |
| ------ | ------------ | ---------- |
| Goud   | Bo Dertell   | 4u32'11"   |
| Zilver | Jos van Dorp | + 4'18"    |
| Brons  | Roger Barret | + 28'24"   |
|        |              |            |
| 7      | Alex Joris   | + 1u04'09" |

#### 70-74
| Plaats | Naam          | Tijd       |
| ------ | ------------- | ---------- |
| Goud   | Régis Pinson  | 4u39'13"   |
| Zilver | Richard Mull  | + 41'06"   |
| Brons  | Pierre Cubedo | + 1u10'56" |

#### 75-79
| Plaats | Naam            | Tijd     |
| ------ | --------------- | -------- |
| Goud   | Robert Braszell | 6u32'21" |
| Zilver | -               | -        |
| Brons  | -               | -        |

### Vrouwen

#### Elite
| Plaats | Naam                   | Tijd     |
| ------ | ---------------------- | -------- |
| Goud   | Pauline Ferrand-Prévot | 4u09'07" |
| Zilver | Sina Frei              | z.t.     |
| Brons  | Chiara Teocchi         | + 11"    |
| 4      | Jade Treffeisen        | z.t.     |
| 5      | Barbara Guarischi      | + 27"    |
| 6      | Tiffany Cromwell       | + 40"    |
| 7      | Ilaria Sanguineti      | + 1'02"  |
| 8      | Letizia Borghesi       | + 3'08"  |
| 9      | Rasa Leleivytė         | + 3'11"  |
| 10     | Riejanne Markus        | + 3'14"  |

#### 19-34
| Plaats | Naam             | Tijd     |
| ------ | ---------------- | -------- |
| Goud   | Sara Mazzorana   | 4u30'58" |
| Zilver | Finja Smekal     | + 11"    |
| Brons  | Nicole D'Agostin | + 2'05"  |

#### 35-39
| Plaats | Naam             | Tijd     |
| ------ | ---------------- | -------- |
| Goud   | Chiara Ciuffini  | 4u31'25" |
| Zilver | Monika Wrona     | + 1'32"  |
| Brons  | Isabelle Beckers | + 1'39"  |

#### 40-44
| Plaats | Naam                         | Tijd     |
| ------ | ---------------------------- | -------- |
| Goud   | Jannitta van den Brink-Spigt | 4u33'04" |
| Zilver | Sofie Rosencrantz            | + 12"    |
| Brons  | Ilenia Lazzaro               | + 21'35" |

#### 45-49
| Plaats | Naam                | Tijd     |
| ------ | ------------------- | -------- |
| Goud   | Cinzia Sartori      | 4u40'01" |
| Zilver | Lorena Zocca        | + 1"     |
| Brons  | Molly Van Houweling | + 25"    |
|        |                     |          |
| 11     | Sue Somers          | + 50'44" |

#### 50-54
| Plaats | Naam               | Tijd     |
| ------ | ------------------ | -------- |
| Goud   | Antonella Incristi | 4u33'35" |
| Zilver | Rachel Butterworth | + 6'35"  |
| Brons  | Judith van Maanen  | + 21'02" |

#### 55-59
| Plaats | Naam                           | Tijd     |
| ------ | ------------------------------ | -------- |
| Goud   | Dale Maizels                   | 5u04'56" |
| Zilver | Ernestine von der Osten-Sacken | + 48'24" |
| Brons  | -                              | -        |

#### 60-64
| Plaats | Naam        | Tijd     |
| ------ | ----------- | -------- |
| Goud   | Debra Kempe | 5u53'19" |
| Zilver | -           | -        |
| Brons  | -           | -        |

## Medaillespiegel
| Plaats | Land             | Goud | Zilver | Brons | Totaal |
| ------ | ---------------- | ---- | ------ | ----- | ------ |
| 1      | Italië           | 5    | 2      | 4     | 11     |
| 2      | Australië        | 3    | 1      | 0     | 4      |
| 3      | België           | 3    | 0      | 2     | 5      |
| 4      | Frankrijk        | 2    | 1      | 5     | 8      |
| 5      | Spanje           | 2    | 1      | 0     | 3      |
| 6      | Nederland        | 1    | 3      | 3     | 7      |
| 7      | Duitsland        | 1    | 2      | 0     | 3      |
| 8      | Zweden           | 1    | 2      | 0     | 3      |
| 9      | Noorwegen        | 1    | 1      | 0     | 2      |
| 10     | Verenigde Staten | 0    | 1      | 1     | 2      |
| 11     | Nieuw-Zeeland    | 0    | 1      | 0     | 1      |
| 12     | Polen            | 0    | 1      | 0     | 1      |
| 13     | Zwitserland      | 0    | 1      | 0     | 1      |
| 14     | Denemarken       | 0    | 0      | 1     | 1      |
| Totaal | Totaal           | 19   | 19     | 19    | 57     |